# Skärholmsfruarna
Skärholmsfruarna, även kallad Skärholmskommittén, var en grupp kvinnor från Stockholmsförorten Skärholmen som i februari 1972 protesterade mot höga matpriser. Protesten blev mycket uppmärksammad och gav resultat; strax före jul 1972 beslutade regeringen Palme att införa prisstopp på vissa mejeriprodukter, framför allt mjölk och ost. 
Matupproret startades av den 23-åriga hemmafrun Anne-Marie Norman. Efter kort tid fick hon ett stort antal arga hemmafruar med sig. Man bildade Skärholmskommittén, som skulle göra sig mer känd som Skärholmsfruarna, och man bestämde sig för en köpbojkott av mjölk och kött. Flygblad trycktes och delades ut över hela Sverige. Protestkommittéer startades också på Östermalm, i Salems kommun och Karlstad. 
Mjölkstrejken varade i två veckor och aktionen fick stor massmedial uppmärksamhet. Huvudkravet var billigare mat, krav på prisstopp och att momsen på mat skulle tas bort. Så småningom ledde mjölkbojkotten till att mjölkförsäljningen minskade med nära 60 procent i Skärholmen och med cirka sex procent i hela Stockholm. Skärholmsfruarnas protester gav till slut resultat. Några dagar före jul 1972 beslutade regeringen att införa prisstopp på vissa mejeriprodukter, framför allt mjölk och ost. Prisstoppet varade till 1 januari 1975.